# ژیلمار رینالدی
ژیلمار رینالدی (به پرتغالی: Gilmar Luís Rinaldi) دروازه‌بان اهل برزیل است که در شهر ریو گرانده جنوبی و در تاریخ ۱۳ ژانویهٔ ۱۹۵۹ به دنیا آمده‌است.
ژیلمار رینالدی در تیم‌های فوتبال اینترناسیونال، سائوپائولو، فلامینگو، سرزو اوساکا سابقهٔ حضور دارد. این بازیکن همچنین در بین سال‌های ۱۹۸۶–۱۹۹۵، ۹ بار برای، تیم ملی فوتبال برزیل به میدان رفته‌است